# ダグラス・フェアバンクス
ダグラス・フェアバンクス（Douglas Fairbanks、出生時の本名はJulius Ullman、1883年5月23日 - 1939年12月12日）は、アメリカ合衆国の俳優、脚本家、映画監督、映画プロデューサーである。息子のダグラス・フェアバンクスJr.も俳優。元妻に女優のメアリー・ピックフォードがいる。
息子と区別する為、ダグラス・フェアバンクス・シニア（Douglas Fairbanks Sr.）と表記する場合もある。

## 経歴

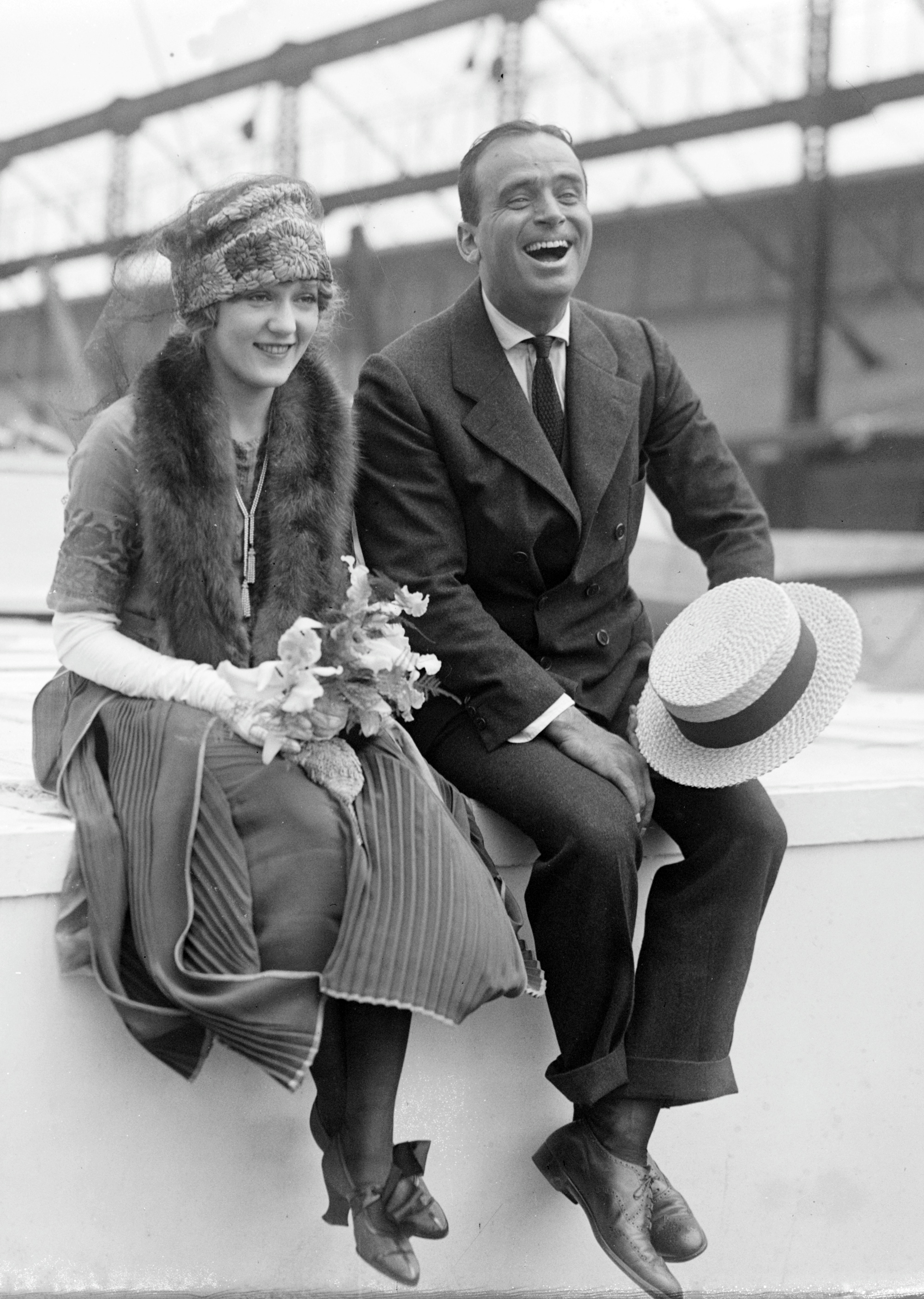
フェアバンクスとメアリー・ピックフォード

1883年5月23日、コロラド州デンバーに生まれた。父親のヒゼキヤ・チャールズ・ウルマンは、ペンシルベニア州でユダヤ人の家庭に生まれ、後に弁護士になった。
10代の頃からデンバーのアマチュア劇団の舞台に立つようになる。この間、コロラドの鉱山学校に通っていた。1900年代初めにニューヨークに移り、ウォール街でハードウェアストアの店員や証券会社の事務員として働いていた。ハーバード大学にも通っていたが中退し、ヨーロッパへ渡った。その後帰国し、演劇に興味を持ち始め、1902年にブロードウェイでデビュー。その後若手スター俳優として注目された。
1907年に裕福な実業家の娘と結婚し、1909年に息子のダグラス（後のダグラス・フェアバンクスJr.）が生まれる。
1915年にトライアングル・フィルム・コーポレーション傘下でD・W・グリフィスのファイン・アーツ社と週給5000ドルで契約し、映画界に入る。同年公開の『快男子』（原題：The Lamb、監督：クリスティ・キャバンヌ、脚本：D・W・グリフィス）で映画デビュー。作品は大ヒットを記録した。翌1916年公開のグリフィス監督の名作『イントレランス』には「古代バビロン篇」に端役で出演した。

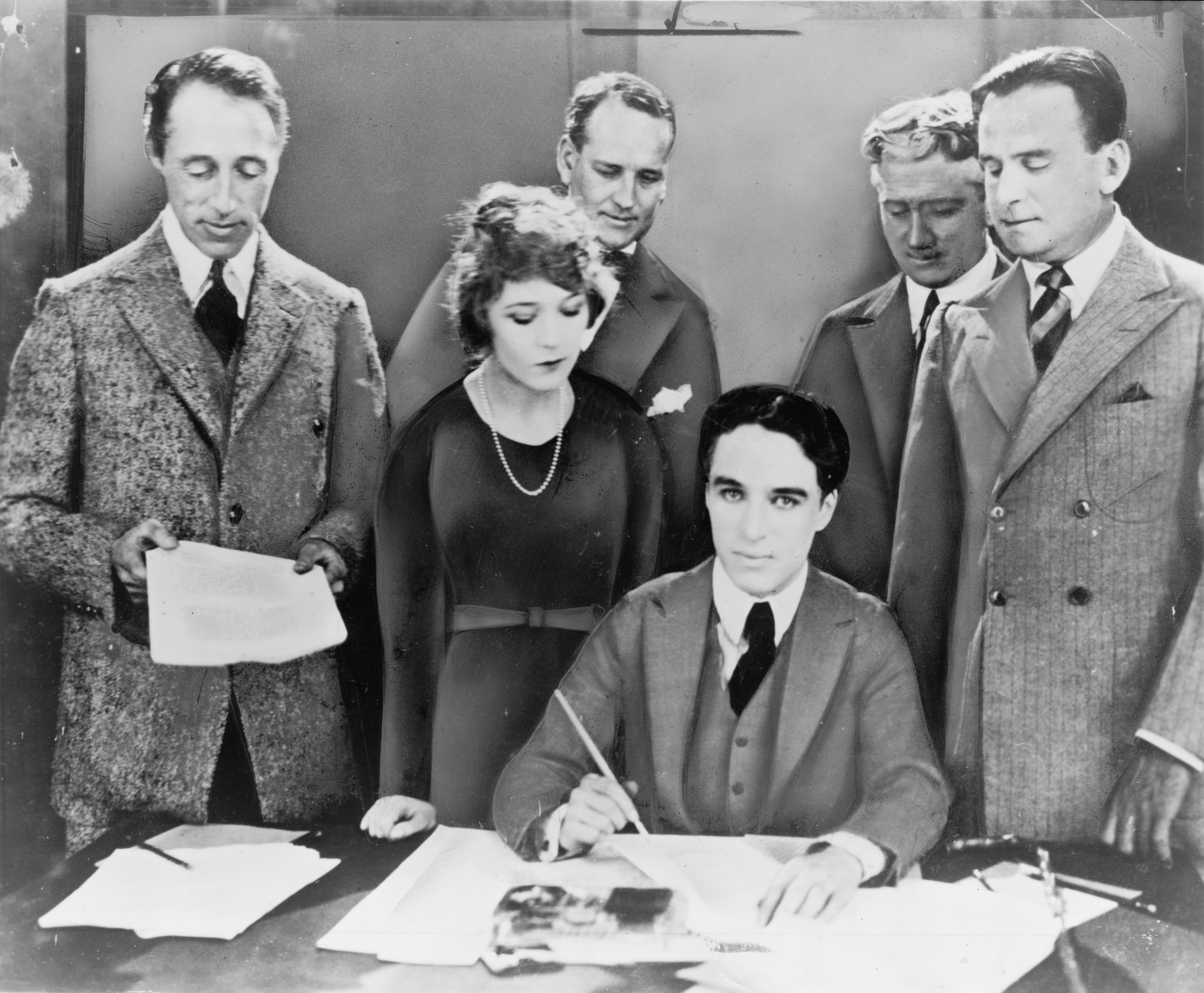
UA創立メンバー。左からD・W・グリフィス、メアリー・ピックフォード、チャールズ・チャップリン、フェアバンクス（1919年）

ダグラスは一躍人気俳優となり、1916年に映画製作会社フェアバンクス・ピクチャーズを設立。1919年にはグリフィス、チャールズ・チャップリン、メアリー・ピックフォードと共にユナイテッド・アーティスツ社を設立した。その後『奇傑ゾロ』や『ロビン・フッド』などの冒険活劇映画でヒーロー役を演じ、絶大な人気を得た。ほとんどの作品のアクションシーンをスタントなしで務めており、そのアクロバティックなアクションも人気だった。
1916年に女優のメアリー・ピックフォードとあるパーティで出会い、双方に配偶者がいたが交際するようになる。ダグラスは1919年に妻と離婚、翌1920年にピックフォードも離婚し、同年に2人は結婚した。2人は1936年に離婚しており、ダグラスはその後、イギリス出身の女優・モデル・ソーシャライトで、フェアバンクス亡き後にクラーク・ゲーブルらと結婚したシルヴィア・アシュリーと再婚した。
1926年（大正15年）発行の書籍『何んでも世界一』に「最も収入の多いキネマスター」として掲載されている。

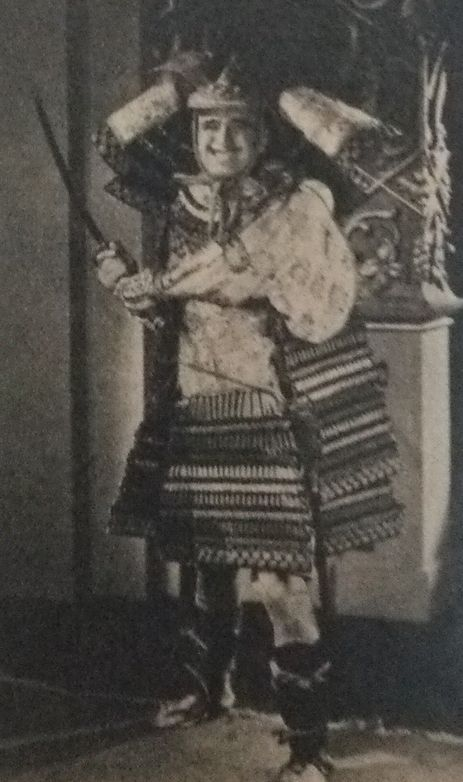
1929年の訪日時

1927年に映画芸術科学アカデミーの初代会長に就任し、名実共にアメリカ映画界のトップに君臨した。1929年には初来日している。1931年には映画監督として『八十日間世界一周』を原作とした『ダグラスの世界一周』（原題：Around the World in 80 Minutes with Douglas Fairbanks）をヴィクター・フレミングと共に監督、これの撮影のために再来日している。
なお、この頃ロサンゼルスオリンピック金メダリストの西竹一男爵（バロン西）とヨーロッパへ向かう船内で親交があり、1932年にロサンゼルスで再会している。

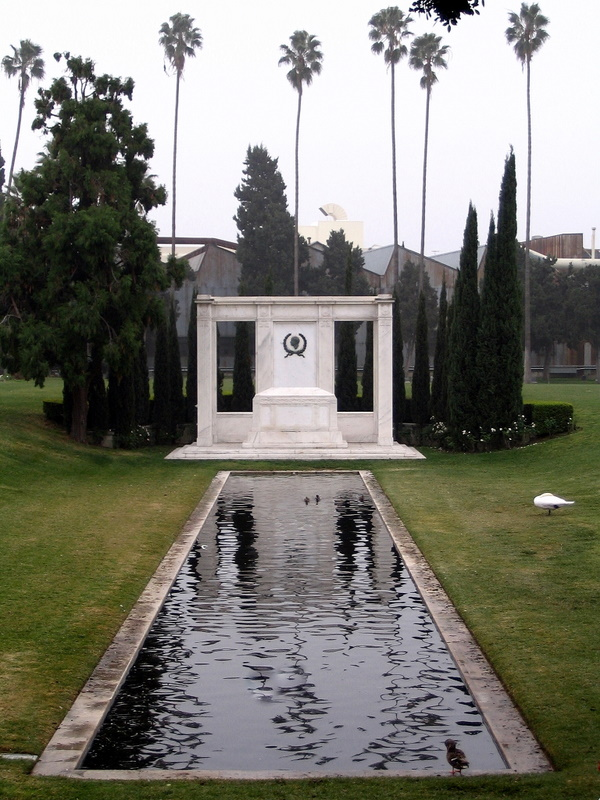
ハリウッド・フォーエバー墓地に眠るフェアバンクスの墓

しかし、その後は人気も低迷し、1934年の『ドン・ファン』を最後に引退。以後は映画プロデューサーとして息子のフェアバンクスJr.主演の作品を製作していたが、1939年、カリフォルニア州サンタモニカにて心臓発作で死去。その功績をたたえてハリウッド・ウォーク・オブ・フェームには、息子のフェアバンクスJr.と共に名前が刻まれている。墓はハリウッド・フォーエバー墓地にある。
フェアバンクスは、1925年にフリーメイソンリーの会員になっている。

## 主な作品

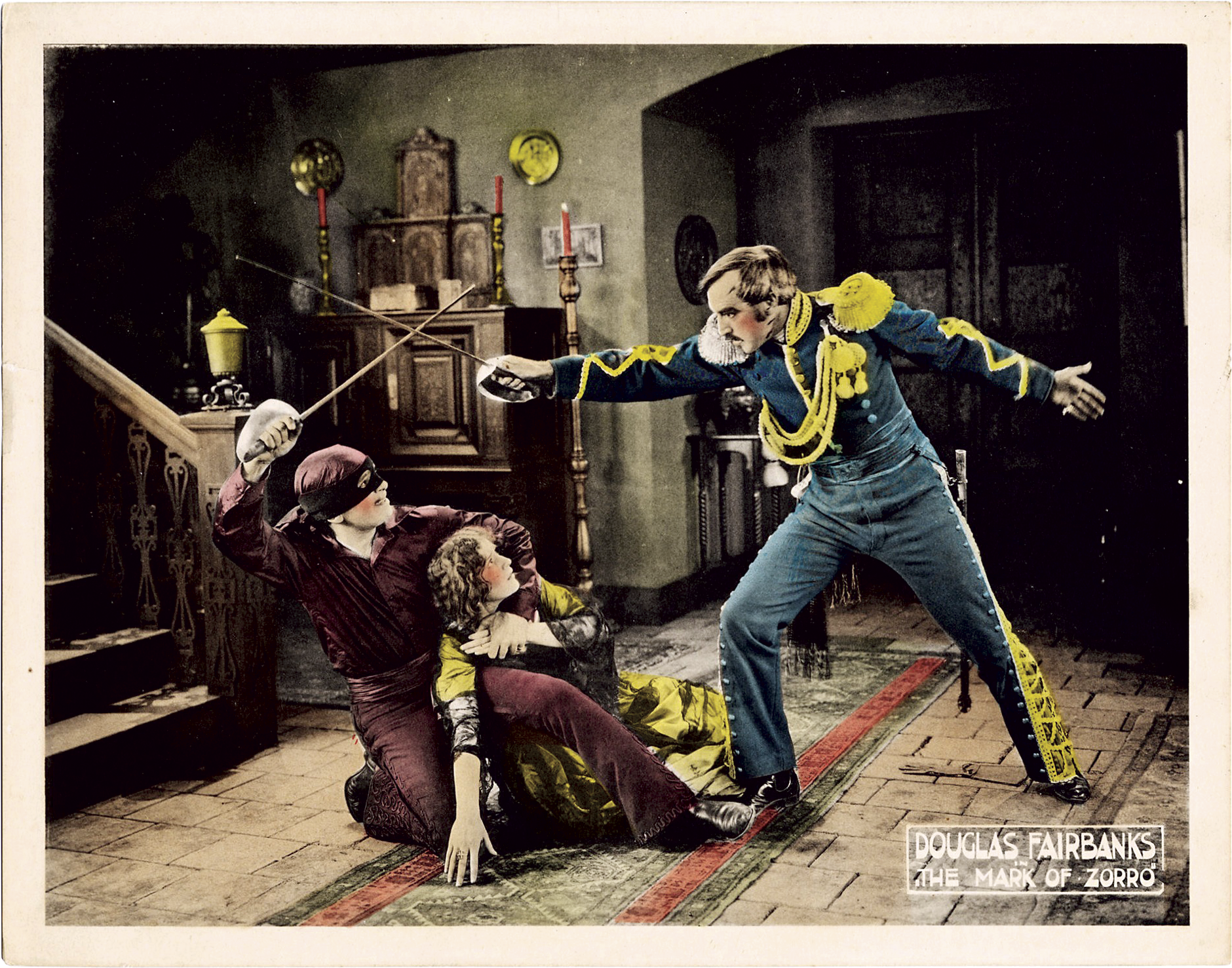
『奇傑ゾロ』（1920年）

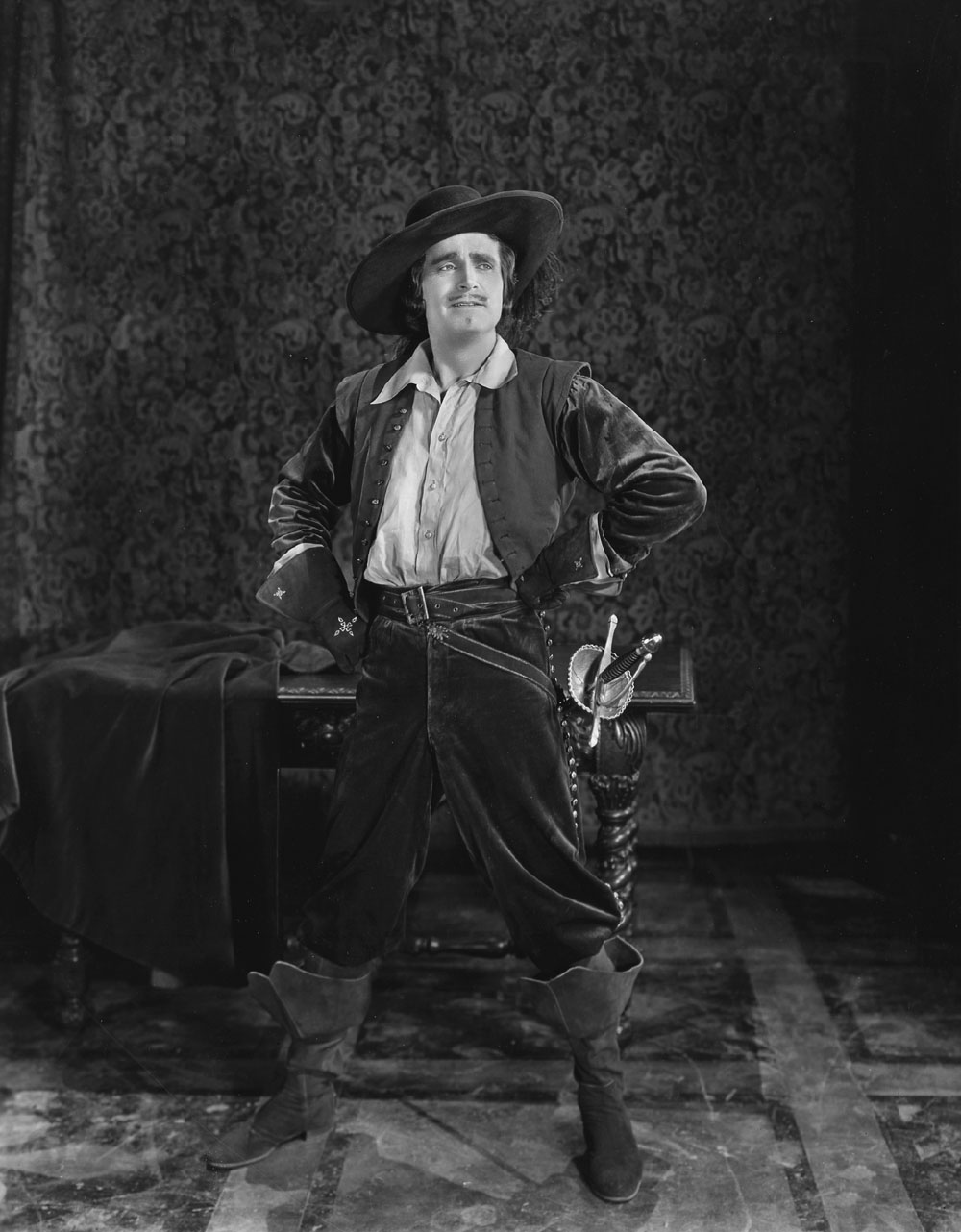
『鉄仮面』（1929年）

- 『快男子』 The Lamb（1915年）
- 『ドーグラスの苦心』 His Picture in the Papers（1916年）
- 『喜びの習慣』 The Habit of Happiness（1916年）
- 『善良なる悪人』 The Good Bad Man（1916年）
- 『ドーグラスの奮闘』 Reggie Mixes In（1916年）
- 『跳ねる魚の謎』 The Mystery of the Leaping Fish（1916年）
- 『ドーグラスの厭世』 Flirting with Fate（1916年）
- 『火の森』 The Half-Breed（1916年)
- 『イントレランス』 Intolerance（1916年）
- 『ドーグラスの好奇』 Manhattan Madness（1916年）
- 『ドーグラスの飛行』 American Aristocracy（1916年）
- 『電話結婚』 The Matrimaniac（1916年）
- 『出たり這入ったり』 In Again，Out Again（1917年）
- 『ドーグラスの蛮勇』 Wild and Woolly（1917年）
- 『ドーグラスの荒療治』 Down to Earth（1917年）
- 『ドーグラスの月の世界』 Reaching for the Moon（1917年）
- 『ドーグラスの現代銃士』 A Modern Musketeer（1917年）
- 『南へ南へ』 Headin' South（1918年）
- 『結びの神』 Mr. Fix-It（1918年）
- 『おい！君！』 Say! Young Fellow（1918年）
- 『ドグラスの跳ね廻り』 Bound in Morocco（1918年）
- 『楽天生活』 He Comes Up Smiling（1918年）
- 『アリゾナ』 Arizona（1918年）監督も
- 『ニッカーボッカー』 The Knickerbocker Buckaroo（1919年）
- 『ダグラス大王』 His Majesty，The American（1919年）
- 『暗雲晴れて』 When the Clouds Roll by（1919年）脚本・製作も
- 『臆病男』 The Mollycoddle（1920年）
- 『奇傑ゾロ』 The Mark of Zorro（1920年）脚本も
- 『ナット』 The Nut（1921年）
- 『三銃士』 The Three Musketeers（1921年）
- 『ロビン・フッド』 Robin Hood（1922年）
- 『バグダッドの盗賊』 The Thief of Bagdad（1924年）
- 『ドン・Q』 Don Q Son of Zorro（1925年）
- 『ベン・ハー』Ben Hur（1925年）戦車競走シーンの観衆エキストラ（ノンクレジット）
- 『ダグラスの海賊』 The Black Pirate（1926年）
- 『ガウチョ』 The Gaucho（1927年）
- 『鉄仮面』 The Iron Mask（1929年）
- 『じゃじゃ馬馴らし』 The Taming of the Shrew（1929年） - ウィリアム・シェイクスピアの『じゃじゃ馬ならし』の映画化、メアリー・ピックフォード共演
- 『月世界征服』 Reaching for the Moon（1930年）製作も
- 『ダグラスの世界一周』 Around the World in 80 Minutes with Douglas Fairbanks（1931年）製作・監督も[2][3]
- 『ロビンソン・クルーソー』 Mr. Robinson Crusoe（1932年）脚本も
- 『ドン・ファン』 The Private Life of Don Juan（1934年）

## ギャラリー

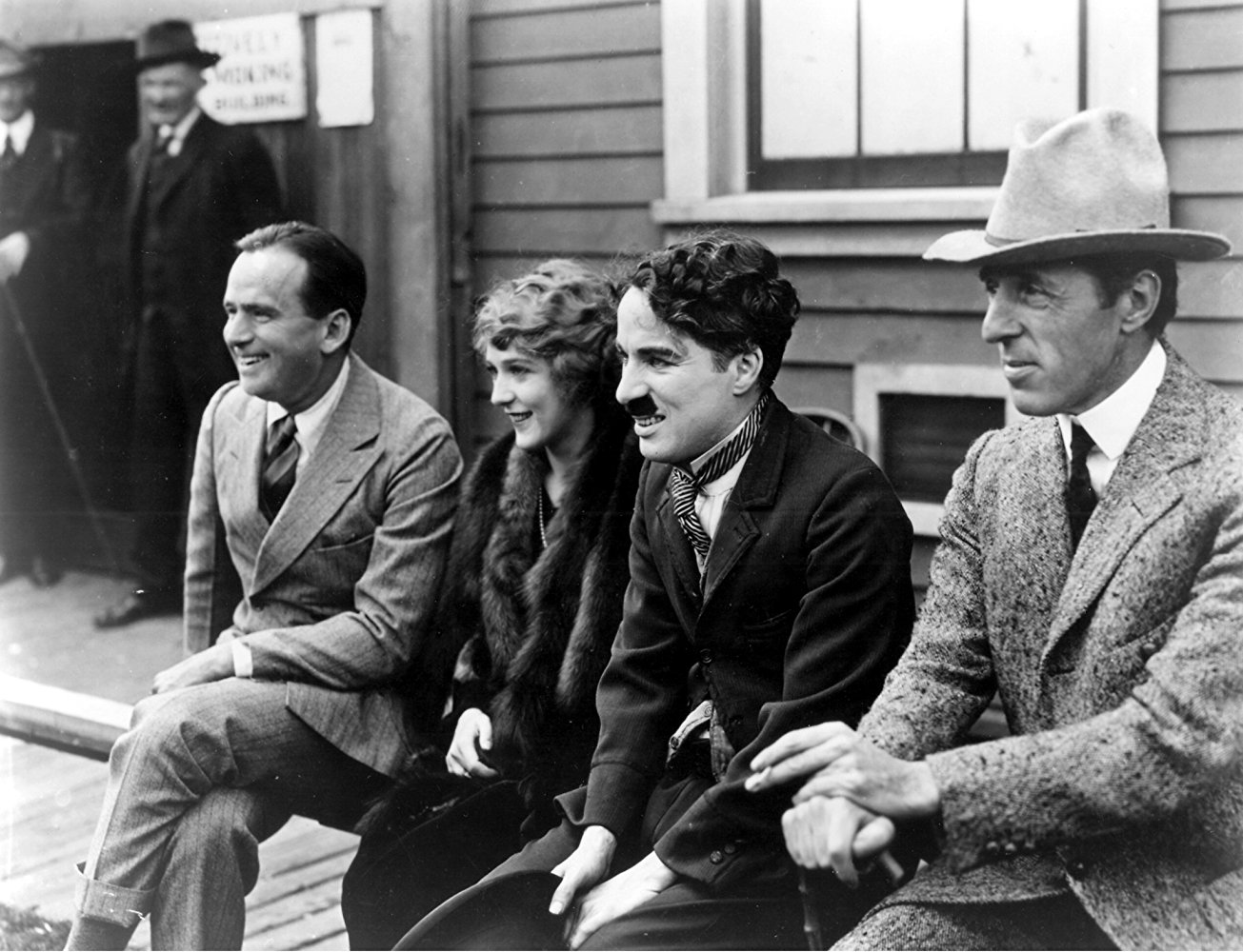
左からフェアバンクス、ピックフォード、チャップリン、グリフィス
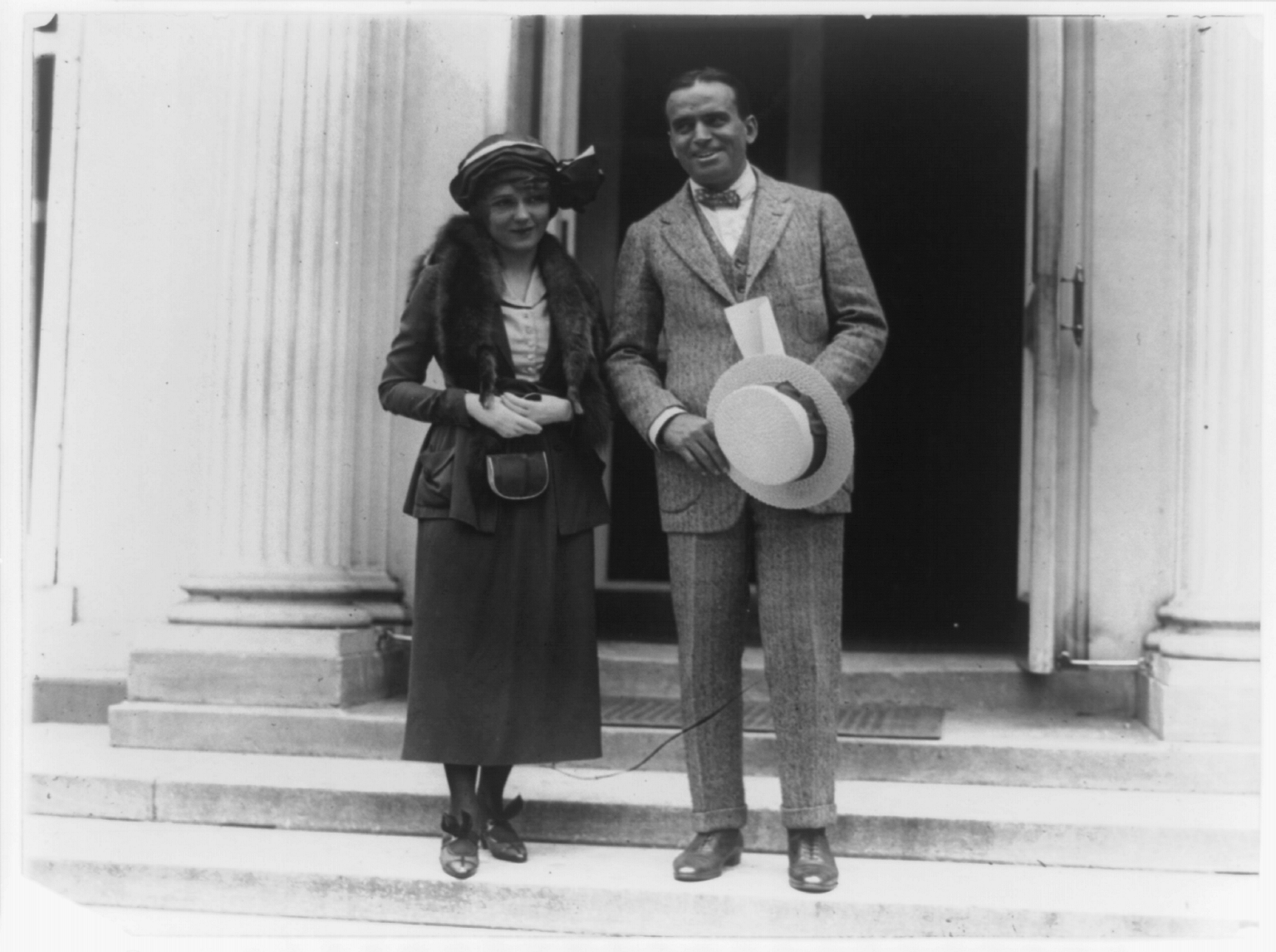
ピックフォードとホワイトハウスにて
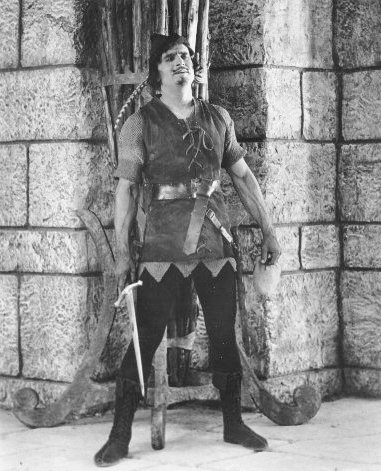
『ロビン・フッド』（1922年）のスクリーンショット
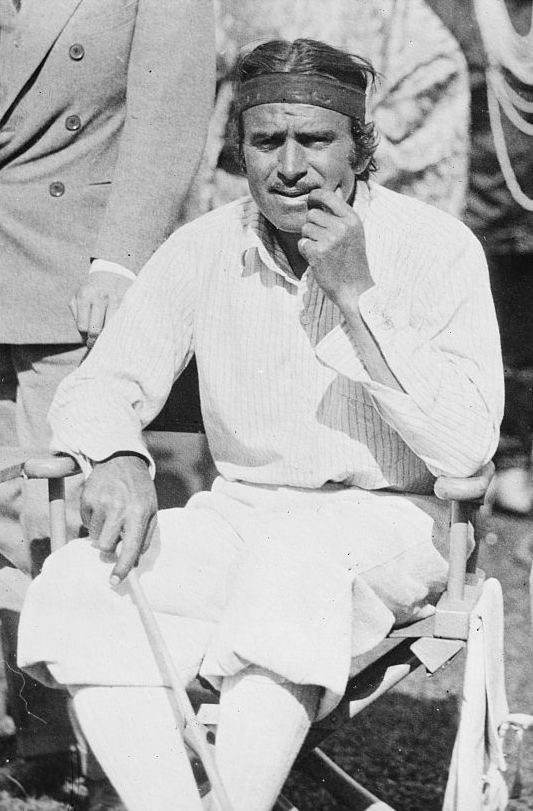
『バグダットの盗賊』（1924年）のフェアバンクス